# Kasseler Verkehrs-Gesellschaft

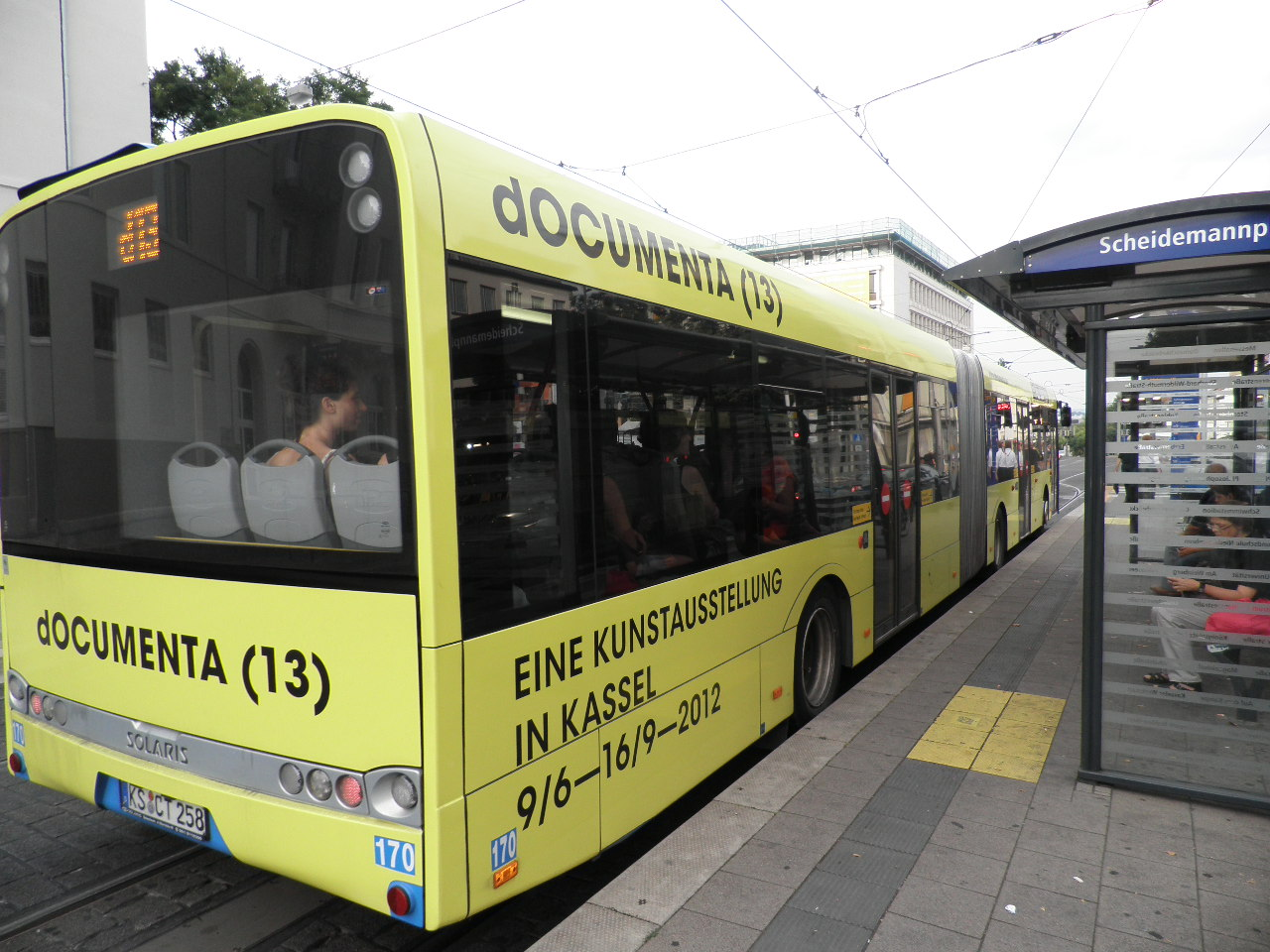
KVG-Bus mit Werbung zur dOCUMENTA (13)

Die Kasseler Verkehrs-Gesellschaft AG (KVG) ist eine Tochtergesellschaft der Kasseler Verkehrs- und Versorgungs-GmbH. Der Hauptsitz des Verkehrsunternehmens befindet sich in Kassel. Gegründet wurde das Unternehmen im Jahr 1897. Darüber hinaus gilt die KVG aufgrund einer Betrauung der Stadt Kassel als ÖPNV-Aufgabenträger für das Stadtgebiet.
Die KVG betreibt 8 Straßenbahnlinien im Kasseler Stadtgebiet und 24 Buslinien. Jährlich nutzen rund 45 Millionen Fahrgäste das Bus- und Bahn-Angebot der KVG.

## Straßenbahn

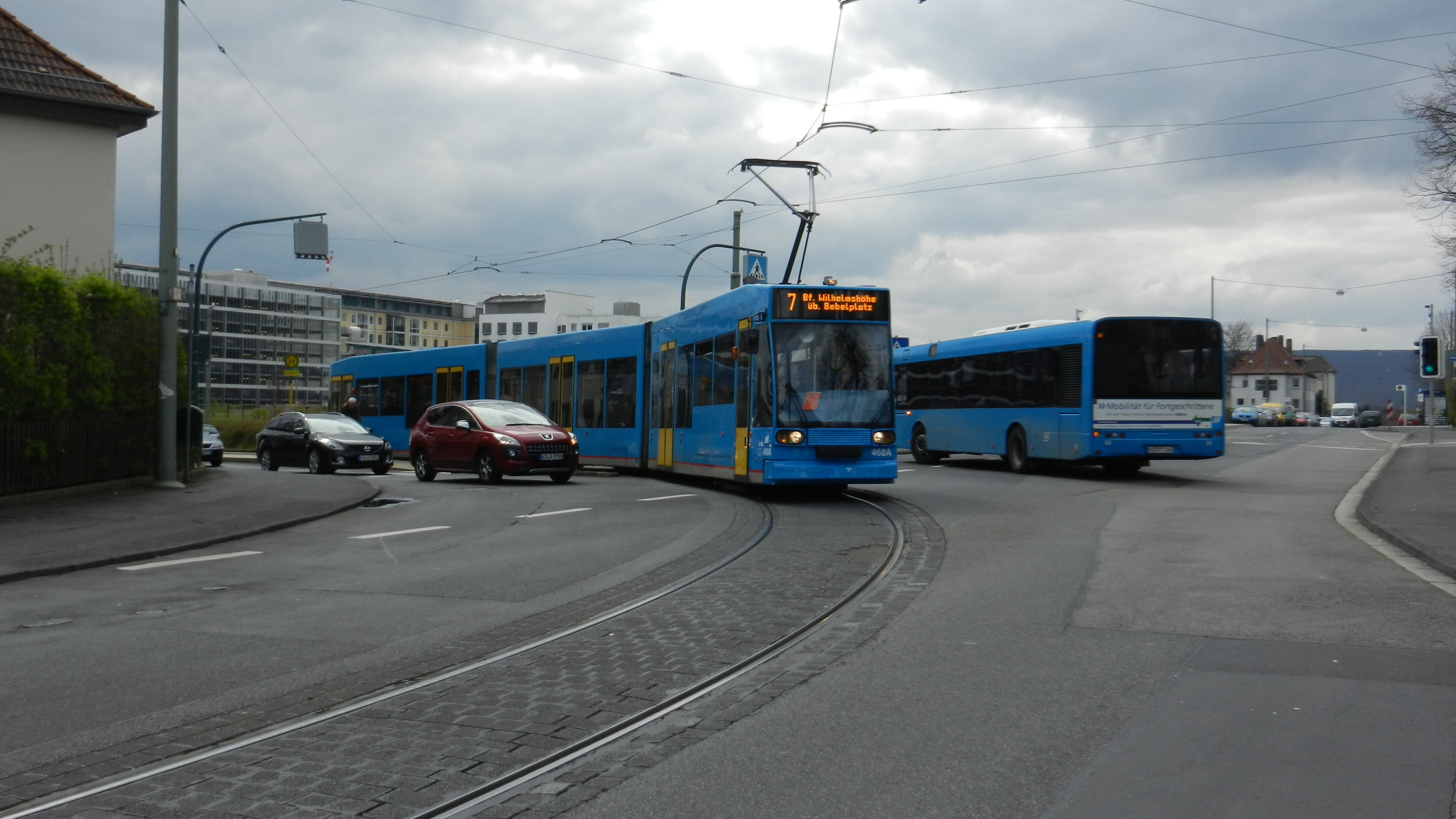
Straßenbahn des Typs 6ENGTW und Bus der KVG

Die Straßenbahn ist das Rückgrat des ÖPNV in Kassel mit einer Gesamtlänge von ca. 78 Kilometern. Neben der herkömmlichen Straßenbahn wurde nach der Jahrtausendwende ein Tram-Train-System nach dem „Karlsruher Modell“ etabliert: Die RegioTram Kassel fährt aus dem Schienennetz der Deutschen Bahn durch einen Tunnel im Bahnhof Kassel Hauptbahnhof direkt in das Straßenbahnnetz der KVG. Betrieben wird sie aber nicht von der KVG selbst, sondern von der Regionalbahn Kassel GmbH (RBK), an der die KVG mit 50 % beteiligt ist.
Neben der KVG und der RBK befahren die Kassel-Naumburger Eisenbahn, Kurhessenbahn, Cantus Verkehrsgesellschaft mbH, HLB und die Deutsche Bahn AG Strecken in Kassel und Umgebung.

## Busverkehr

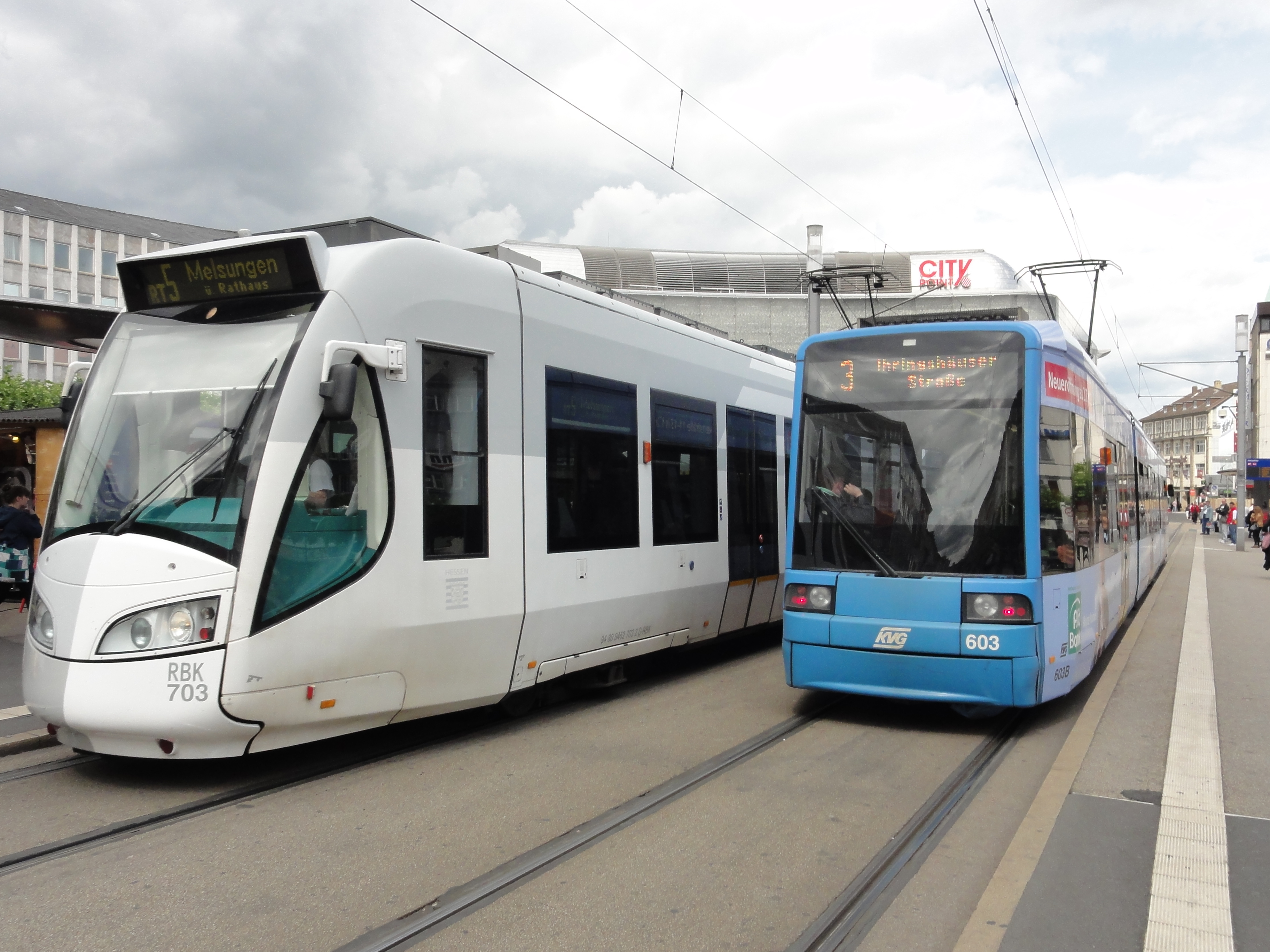
Straßenbahn der KVG und RegioTram der RBK

Aktuell betreibt die KVG 16 Buslinien, 8 Anrufsammeltaxi-Linien (AST) und 1 Nachtbuslinie. Darüber hinaus verkehren in der Stadt Kassel zahlreiche Regionalbuslinien unter Trägerschaft der umliegenden Landkreise, die in der Regel durch den Nordhessischen Verkehrsverbund, dem die KVG ebenfalls angehört, selbst organisiert werden. Diese Regionalbusse übernehmen abschnittsweise Stadtverkehrsfunktion mit entsprechend hohen Taktungen (z. B. Linie 52 alle 15 Minuten, durch Linienüberlagerung alle 7,5 Minuten).
| Linie     | Verlauf | Fahrzeit | Takt (min)                | Takt (min)                | Takt (min)                |
| Linie     | Verlauf | Fahrzeit | Mo–Fr                     | Sa                        | So                        |
| --------- | --- | -------- | ------------------------- | ------------------------- | ------------------------- |
| 10        | Rasenallee – Am Kubergraben – Ahnatalstraße – Rothenditmold – Königsplatz – Waldau – Auestadion                         | 71 min   | 10                        | 10                        | 15                        |
| 11        | Vellmar/Holländische Straße – Ahnatalstraße – Bf. Wilhelmshöhe – Dönche – DEZ                                           | 46 min   | 10                        | 15                        | 30                        |
| 12        | Marienkirche – Leipziger Platz – Waldau – Auestadion – Bf. Wilhelmshöhe – Wiener Straße – Klinikum Kassel – Weserspitze | 72 min   | 30                        | 30                        | 30                        |
| 13        | Auestadion – Bebelplatz – Wiener Straße – Klinikum Kassel – Weserspitze                                                 | 36 min   | 30                        | 30                        | 30                        |
| 14        | Harleshausen – Teichstraße – Hauptbahnhof – Königsplatz – Mönchebergstraße (Schülerverkehr)                             | 23 min   | Einzelfahrten             | –                         | –                         |
| 16        | Auestadion – Auebad – Königsplatz – Hauptbahnhof – Rothenberg                                                           | 30 min   | 30                        | 30                        | 30                        |
| 17        | Hauptbahnhof – Königsplatz – Industriepark Waldau – Fuldabrück – Brückenhof                                             | 62 min   | 30                        | 30                        | 60                        |
| 17E       | Fuldabrück – Guxhagen (Schülerverkehr)                                                                                  | 20 min   | Einzelfahrten             | –                         | –                         |
| 21        | Brückenhof – Nordshausen – Druseltal                                                                                    | 14 min   | 30                        | 30                        | 30                        |
| 22        | Druseltal – Herkules (– Hohes Gras – Ehlen)                                                                             | 12 min   | 30                        | 30                        | 30                        |
| 23        | (Park Wilhelmshöhe – Brabanter Straße –) Druseltal – Herkules (Bergparkbus)                                             | 19 min   | 7,5 (an Wasserspieltagen) | 7,5 (an Wasserspieltagen) | 7,5 (an Wasserspieltagen) |
| 25        | Auestadion – Botanischer Garten – Kirchweg – Am Weinberg – Rathaus                                                      | 23 min   | 30                        | 30                        | 30                        |
| 26        | Hasenhecke – Wolfsgraben (– Weserspitze)                                                                                | 9 min    | 30                        | 30                        | 30                        |
| 27        | Ihringshäuser Straße – Wolfsgraben                                                                                      | 9 min    | 30                        | 30                        | –                         |
| 28        | Holländische Straße – Warteberg                                                                                         | 7 min    | 20                        | 20                        | 30                        |
| 29        | Leipziger Platz – Gartenstadt Eichwald                                                                                  | 7 min    | 20                        | 20                        | 30                        |
| 90        | AST: Gewerbepark Kassel-Niederzwehren – Dennhäuser Straße                                                               | 9 min    | 20/30                     | 60                        | 60                        |
| 91        | AST: Oberzwehren Mitte – Hügelweg                                                                                       | 5 min    | 30                        | 30                        | 30                        |
| 92        | AST: Oberzwehren Mitte – Keilsbergstraße                                                                                | 7 min    | 30                        | 30                        | 30                        |
| 93        | AST: Platz der Deutschen Einheit – Lossewerk                                                                            | 4 min    | 30                        | 30                        | 60                        |
| 94        | AST: Rasenallee – Blindenheim – Harleshausen – Ahnatalstraße                                                            | 10 min   | 30                        | 30                        | 30                        |
| 95        | AST: Windhukstraße – Forstbachweg – Lindenberg                                                                          | 11 min   | 30                        | 30                        | 30                        |
| 96        | AST: Wolfsgraben – Fuhrmannsbreite                                                                                      | 5 min    | 30                        | 30                        | 30                        |
| 97        | AST: Bergshäuser Straße – Friedhof Waldau                                                                               | 6 min    | 30                        | 30                        | 30                        |
| N10/11/17 | Nachtbus: Holländische Straße – Harleshausen – Königsplatz – Waldau – Fuldabrück                                        | 71 min   | –                         | 75                        | 75                        |

Die Buslinien 10, 14, 16 und 17 führen durch die Innenstadt und haben Anschluss an die Straßenbahn am Scheidemannplatz, am Königsplatz und Am Stern. Diese Buslinien bedienen die Stadtteile, in die keine Straßenbahn führt, hauptsächlich Harleshausen und Waldau. Die Buslinien 11 bis 13, 21, 22 sowie 25 bis 29 sind Stadtteilbusse oder Tangentiallinien, die die Innenstadt nicht berühren.

### Wagenbeschaffungen 1987 bis 1991
In den Jahren 1987 bis 1991 wurden die letzten Hochflurbusse an die KVG geliefert. Es handelte sich zum einen um insgesamt 31 Gelenkbusse des Herstellers Mercedes-Benz (Typ Mercedes-Benz O 405 G) und acht Solobusse des Typs O 405. Die Gelenkwagen erhielten die Betriebsnummern 155–185, die Solofahrzeuge wurden als 085-092 eingereiht. Die ersten Busse, vornehmlich jene aus den früheren Lieferjahren, wurden um die Jahrtausendwende ausgemustert, die jüngeren Fahrzeuge waren noch bis Mitte der 2000er-Jahre bei der KVG im Einsatz.

### Wagenbeschaffungen von 1994 bis 2021
Die ersten Niederflurfahrzeuge wurden zwischen 1994 und 1996 beschafft. Es handelte sich hierbei um insgesamt 30 Neoplan N 4016, welche bis 2007 im Einsatz waren.
Die ersten Gelenkbusse in Niederflurbauweise wurden erneut bei Neoplan bestellt (Typ N 4021) und in den Jahren 1997 und 1998 ausgeliefert. Weitere 16 Neoplan-Gelenkbusse beschaffte man 1999 bzw. 2000, diesmal den Nachfolgetyp N 4421 Centroliner.
Im Jahr 2004 wurde die Flotte durch drei Solaris Urbino 18 ergänzt.
Da einige der vorhandenen Fahrzeuge zunehmend in die Jahre gekommen waren, wurden ab 2006 erneut in größerem Umfang Neuwagenbeschaffungen vorgenommen. Zunächst erwarb die KVG im Jahr 2006 30 Solobusse des Typs Solaris Urbino 12 (Wagen 050–079), um die Mitte der 1990er-Jahre gebauten Neoplan N 4016 zu ersetzen. Ein Jahr folgten neue Gelenkzüge, konkret handelte es sich hierbei um sechs MAN Lions’ City G (Wagen 190–195), sowie 20 Solaris Urbino 18. Letztere wurden 2009 noch durch weitere vier Fahrzeuge desselben Typs ergänzt. Im Gegenzug schieden alle Neoplan N 4021, ein Teil der Neoplan N 4421 Centroliner sowie die letzten Mercedes-Benz O 405 G, welche noch in Hochflurbauweise geliefert wurden, aus dem Bestand.
Im März 2014 erwarb die KVG von der Firma Börner-Reisen aus Baunatal zwei Mercedes-Benz O 530 Citaro G Facelift (Wagen 180–181). Ein knappes Jahr später, im Januar 2015, beschaffte man drei neue Solaris Urbino 18 (Wagen 172–174), erstmals in viertüriger Ausführung und mit Euro-6-Norm.
Eine Neubeschaffung größeren Umfangs, erfolgte im Jahr 2017. Man entschied sich abermals für den polnischen Hersteller Solaris, welcher im März 2017 den New Urbino 12 mit drei Türen und den New Urbino 18 mit vier Türen auslieferte.
Insgesamt kamen 13 neue Solobusse (Wagen 010–022) und 10 Schubgelenkbusse (Wagen 120–129).
Dadurch konnten die noch verbliebenen Neoplan-Gelenkzüge des Baujahres 2000, die älteren Solaris Urbino 18 von 2004 sowie ein kleiner Teil der von 2006 stammenden Urbino 12 ausgemustert werden.

### Wagenbeschaffungen ab 2021
Mitte Februar 2021 wurden die ersten Solaris Urbino 12 und Solaris Urbino 18 IV Facelift-Busse angeschafft. Mitte Juni 2021 kamen die letzten neuen Fahrzeuge an; unter ihnen auch ein neuer Solaris Urbino 12 LE-Bus, der als Fahrschulbus dient.
Insgesamt kamen 12 Solobusse (Wagen 023–034) + 1 Fahrschulbus (Wagen 200) und 18 Schubgelenkbusse (Wagen 102–119), die als neue Fahrzeuge Ende Juni 2021 vollzählig für die KVG Kassel im Einsatz waren.
Mit der Anschaffung dieser Fahrzeuge, wurden Anfang Mai 2021 die Mercedes-Busse (Wagen 180 und 181) und die MAN-Busse (Wagen 190–195) ausgemustert, sodass ab diesem Zeitpunkt nur Solarisbusse für die KVG Kassel im Linienverkehr unterwegs waren. Des Weiteren wurden auch zahlreiche Solobusse und Schubgelenkbusse der 3. Generation von Solaris ausgemustert.
Der Fahrschulwagen 053, der ein Solaris Urbino 12 der dritten Generation ist, bleibt weiterhin im Bestand und in der Nutzung.

### E-Bus-Beschaffung 2023
Im Januar 2023 gab die Kasseler Verkehrs-Gesellschaft die Bestellung von 12 E-Bussen bei Solaris bekannt. Es wurden vier Solo- (Wagen 040–043) und acht Schubgelenkbusse (Wagen 130–137) vom Modelltyp Solaris Urbino IV electric bestellt. Die ersten beiden Busse, Solofahrzeuge mit den Wagennummern 042 und 043, trafen am 3. November 2023 ein. Zuerst war angedacht die Busse bis Ende des Jahres 2023 in Betrieb zu nehmen, die Inbetriebnahme musste allerdings verschoben werden und erfolgte schließlich am 15. April 2024 mit den ersten zwölf E-Bussen.

## Oberleitungsbus Kassel
Vom 12. Juli 1944 bis zum 28. Mai 1962 verkehrte zwischen Harleshausen, Kirchditmold und Wilhelmshöhe ein Oberleitungsbus, der von der KVG betrieben wurde.